# 园艺镇
园艺镇，是中华人民共和国宁夏回族自治区石嘴山市惠农区下辖的一个乡镇级行政单位。

## 行政区划
园艺镇下辖以下地区：
桥东社区、吉运社区、静宁社区、静安社区、惠民社区、安乐桥村、园艺村和底埂村。